# Hôtel Laffitte
Pour les articles homonymes, voir Laffitte.
L’hôtel Laffitte est un ancien hôtel particulier parisien situé au coin de la rue Laffitte et de la rue de Provence.

## Histoire
Le financier Jean-Joseph de Laborde fit construire cet hôtel sur des terrains qu'ils possédaient à la ferme de la Grange-Batelière dans les années 1770. Il y habita jusqu'à son exécution durant la révolution.
L'hôtel est acheté le 2 novembre 1822 aux époux Meslier par Jacques Laffitte. Le banquier, ruiné au début des années 1830, le met en vente en 1833, mais une souscription nationale lui permettra d'en rester propriétaire.

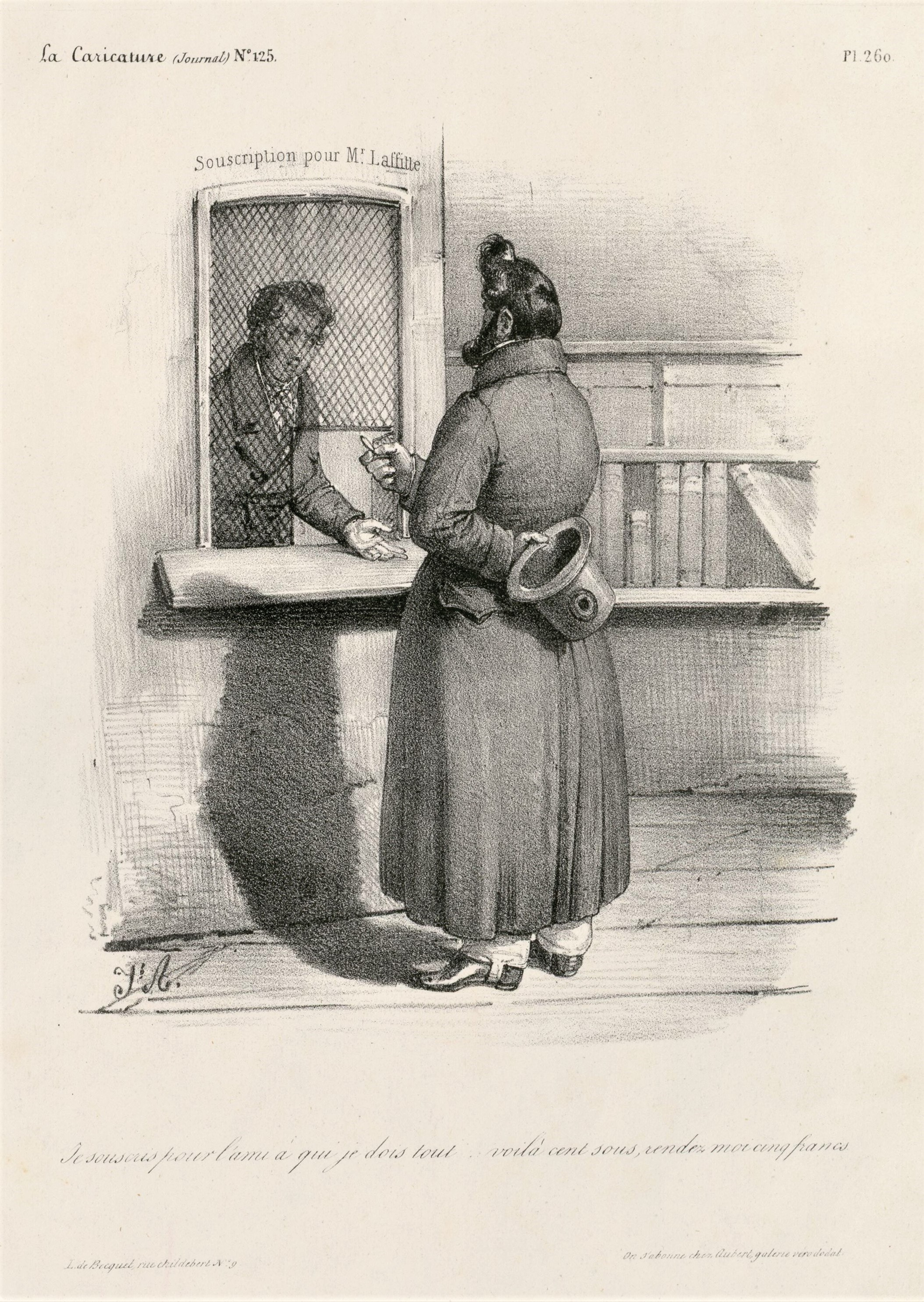
Louis-Philippe participant à la « Souscription pour M.r Laffite » - caricature dans Le Charivari.
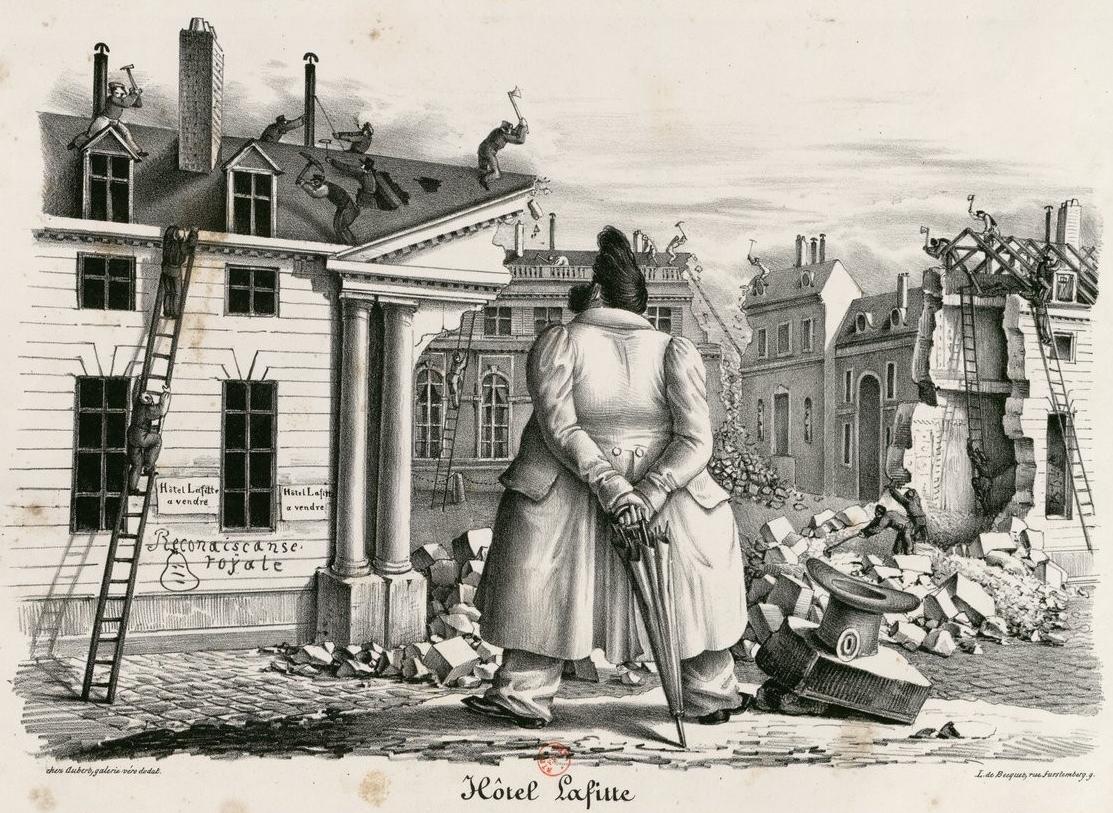
Louis-Philippe devant l'hôtel Laffitte - caricature dans Le Charivari autour de la souscription pour Laffitte.

La Caisse générale du commerce et de l'industrie, dirigée par Laffitte puis Alexandre Goüin, y installe ses bureaux.
Il est la propriété et résidence de la princesse de Moskowa, fille du banquier Laffitte, de 1844 à 1866.
Exproprié en partie pour le percement de la rue La Fayette, l’hôtel fut détruit en 1867.

## Sources
- Les Modes parisiennes, 1867
- Jean-François Delmas, Le mécénat des financiers au XVIIIe siècle : étude comparative de cinq collections de peinture